# كريستن كوبر
كريستن كوبر (بالإنجليزية: Christin Cooper)‏ هي متزحلقة أمريكية، ولدت في 8 أكتوبر 1959 في لوس أنجلوس في الولايات المتحدة.

## وصلات خارجية
- كريستن كوبر على موقع الاتحاد الدولي للتزلج (التزلج على المنحدرات الثلجية) (الإنجليزية)
- كريستن كوبر على موقع أوليمبيديا (الإنجليزية)